# Dalea lanata
Dalea lanata är en ärtväxtart som beskrevs av Spreng.. Dalea lanata ingår i släktet Dalea, och familjen ärtväxter.

## Underarter
Arten delas in i följande underarter:
- D. l. lanata
- D. l. terminalis